# جيزا غولياس
جيزا غولياس (بالمجرية: Gulyás Géza)‏ هو لاعب كرة قدم ومدرب كرة قدم مجري، ولد في 5 يونيو 1931 في بودابست في المجر، وتوفي في 14 أغسطس 2014 في سيكشفهيرفار في المجر. شارك مع منتخب المجر لكرة القدم. أما مع النوادي، فقد لعب مع نادي أويبست ونادي فيرينتسفاروشي.

## وصلات خارجية
- جيزا غولياس على موقع الاتحاد الدولي (مؤرشف)  (الإنجليزية)
- جيزا غولياس على موقع قاعدة بيانات كرة القدم.إي يو (الإنجليزية)
- جيزا غولياس على موقع Soccerway.com (الإنجليزية)
- جيزا غولياس على موقع عالم كرة القدم.نت (الإنجليزية)